# Jastrzębia Góra
Jastrzębia Góra (Duits: Habichtsberg) is een dorp in de Poolse woiwodschap Pommeren. De plaats maakt deel uit van de gemeente Władysławowo en telt 1100 inwoners. Het is de meest noordelijke plaats in Polen.

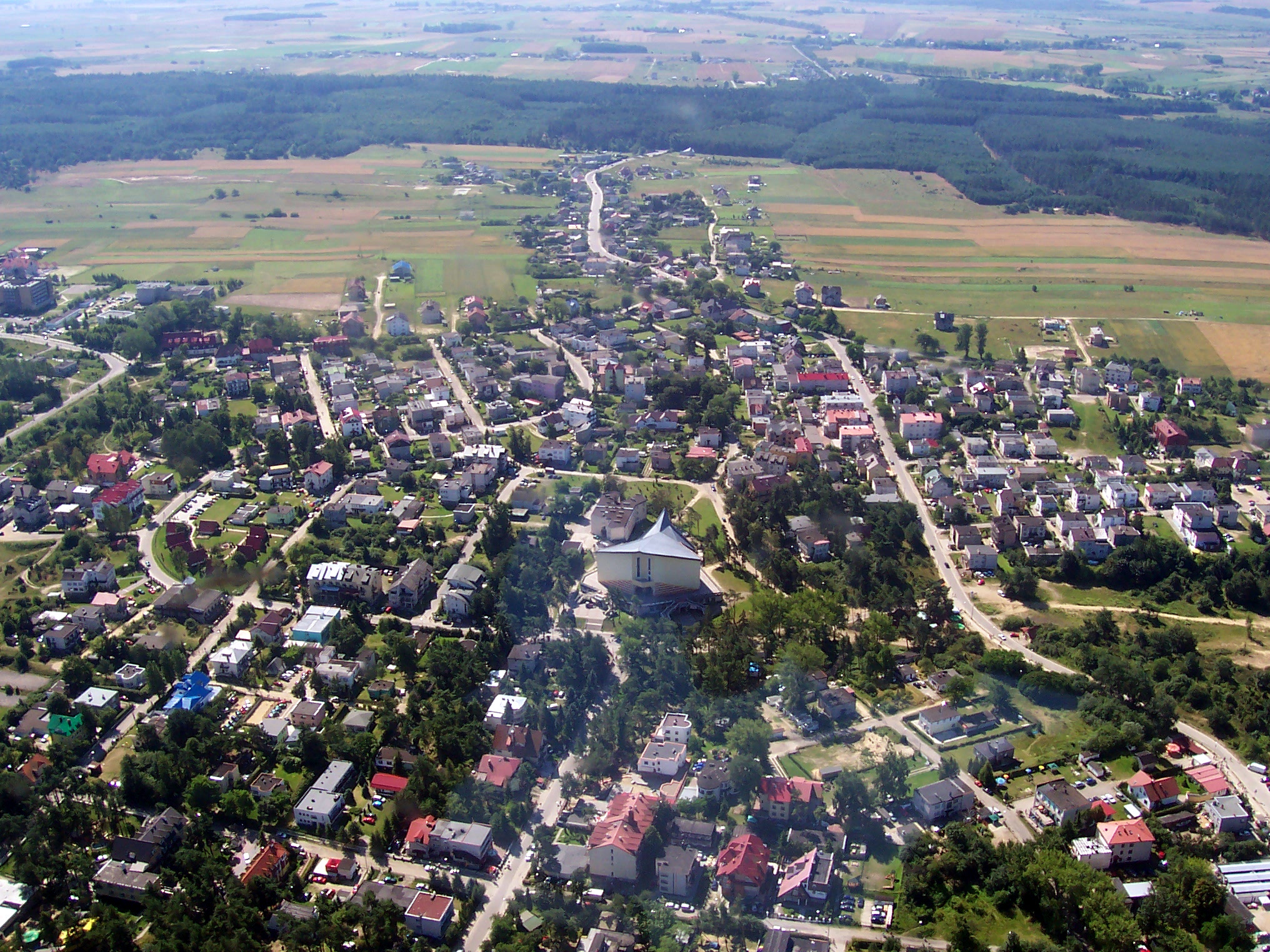
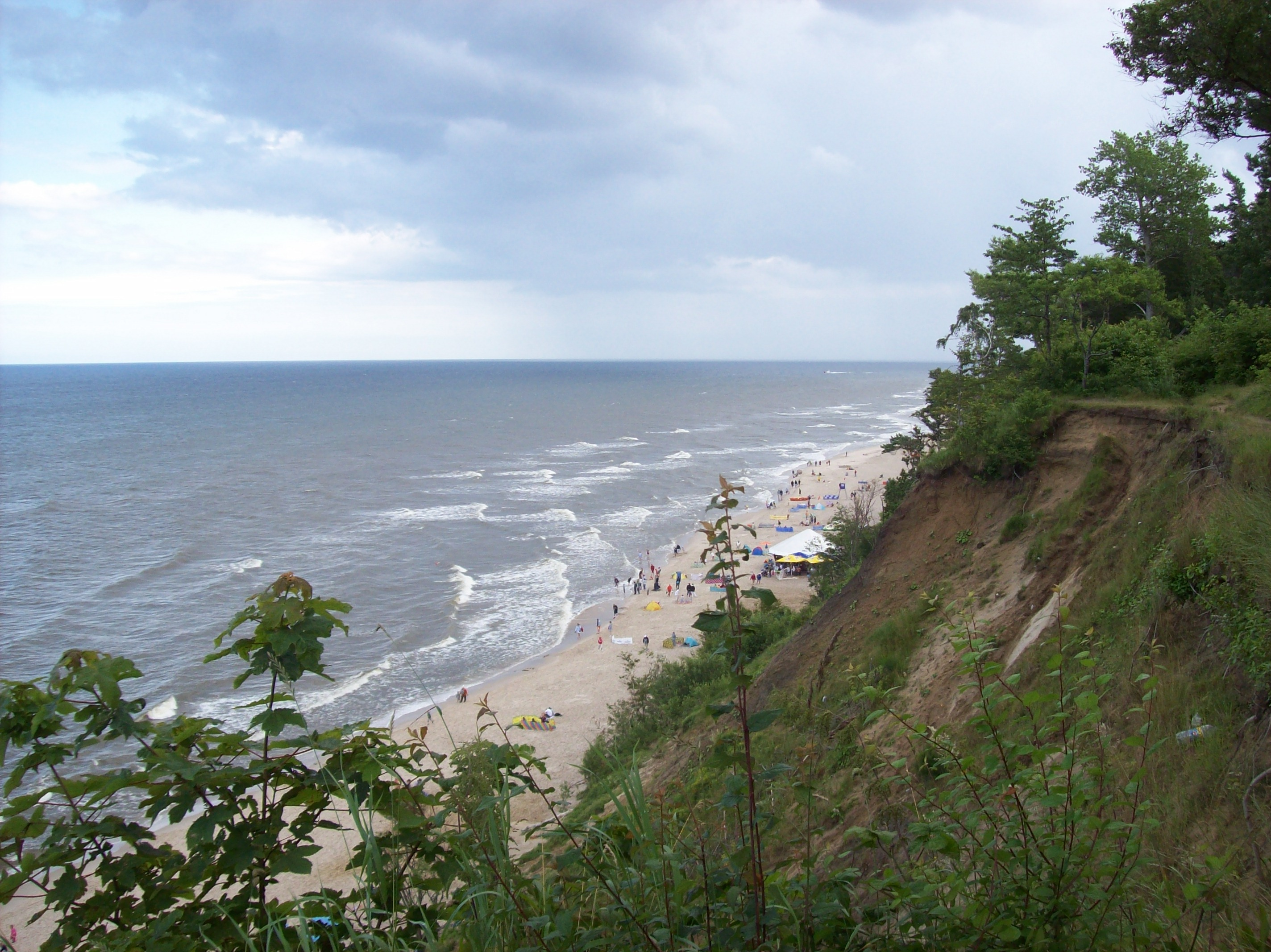
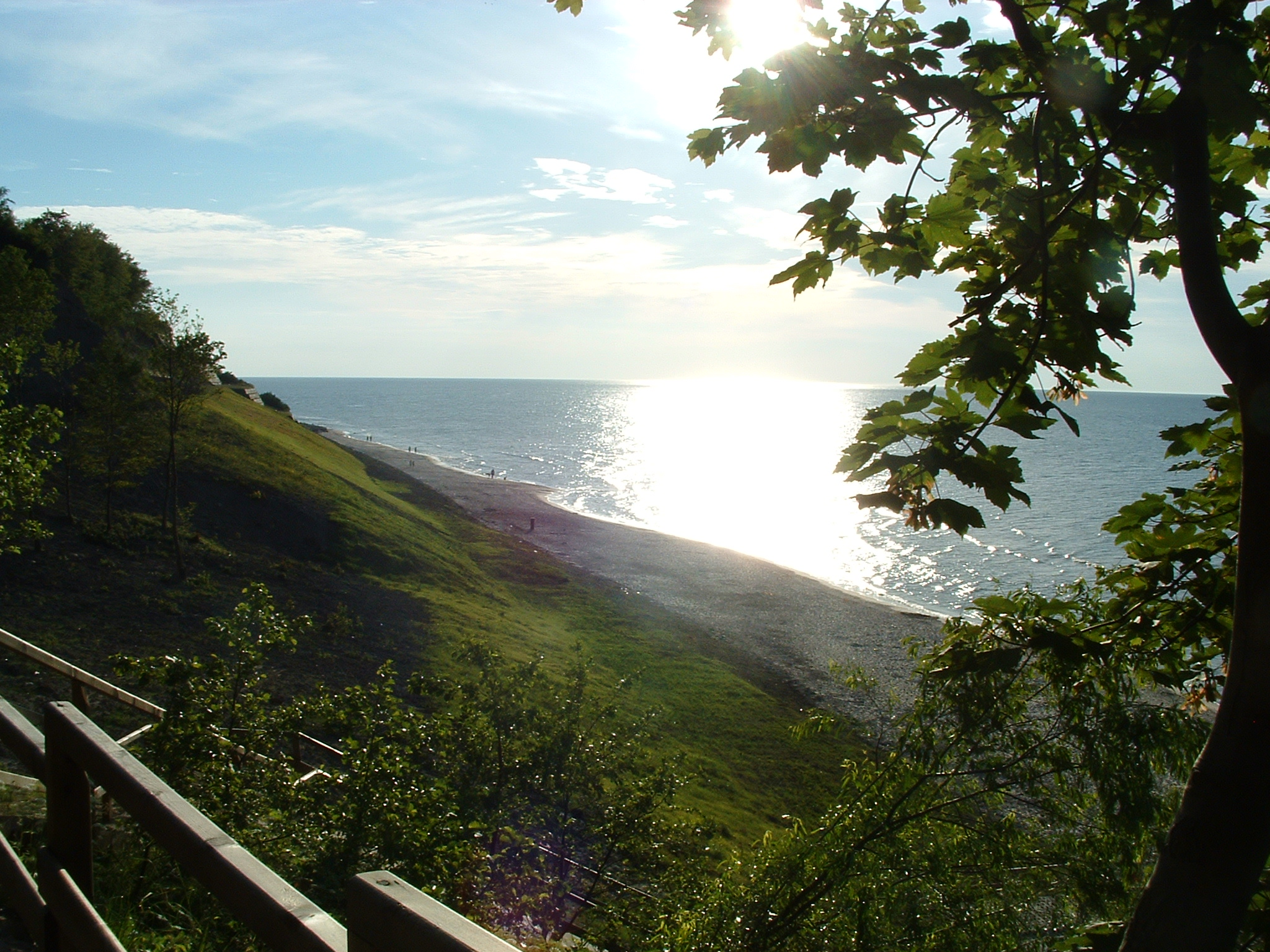
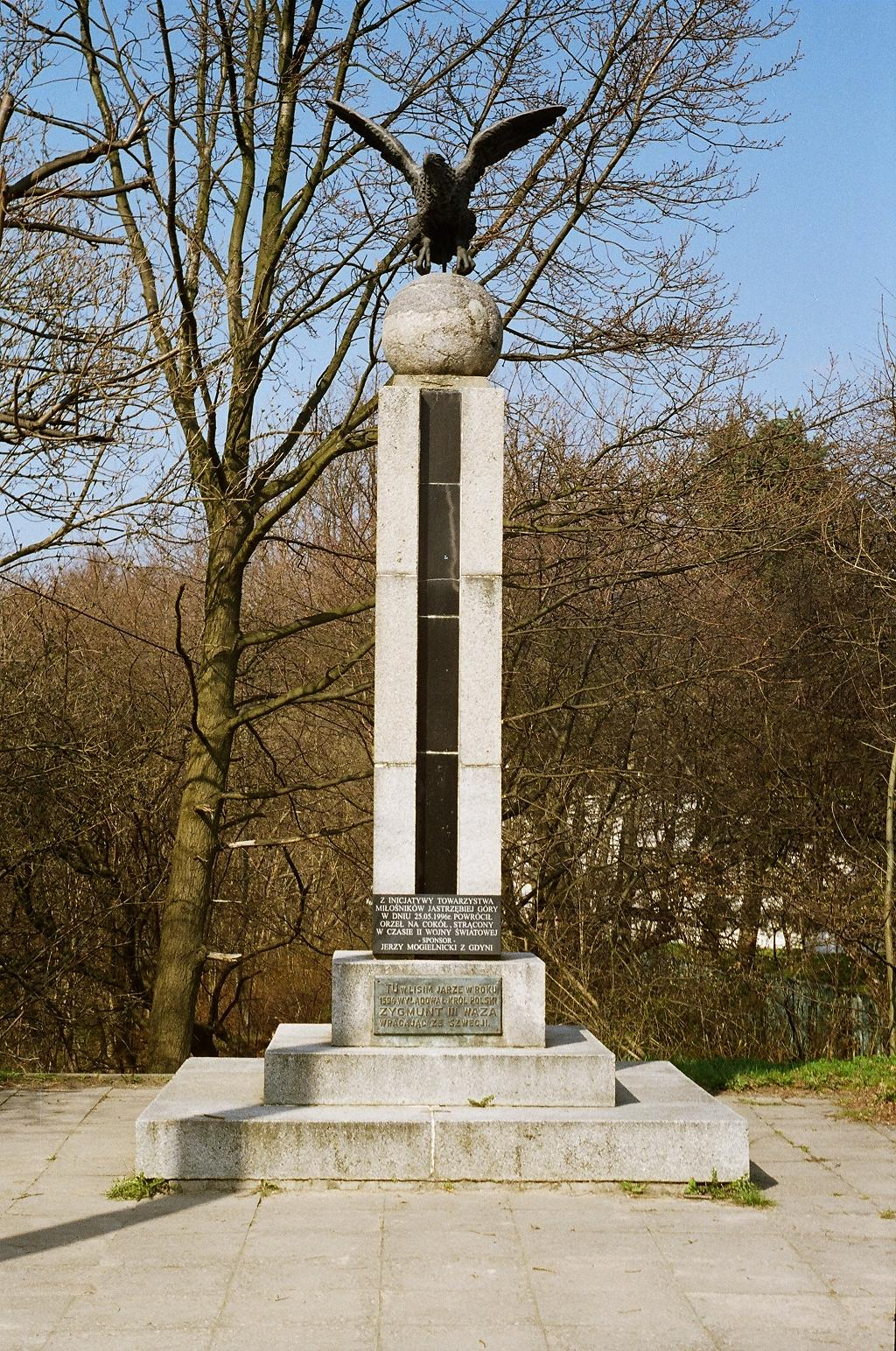
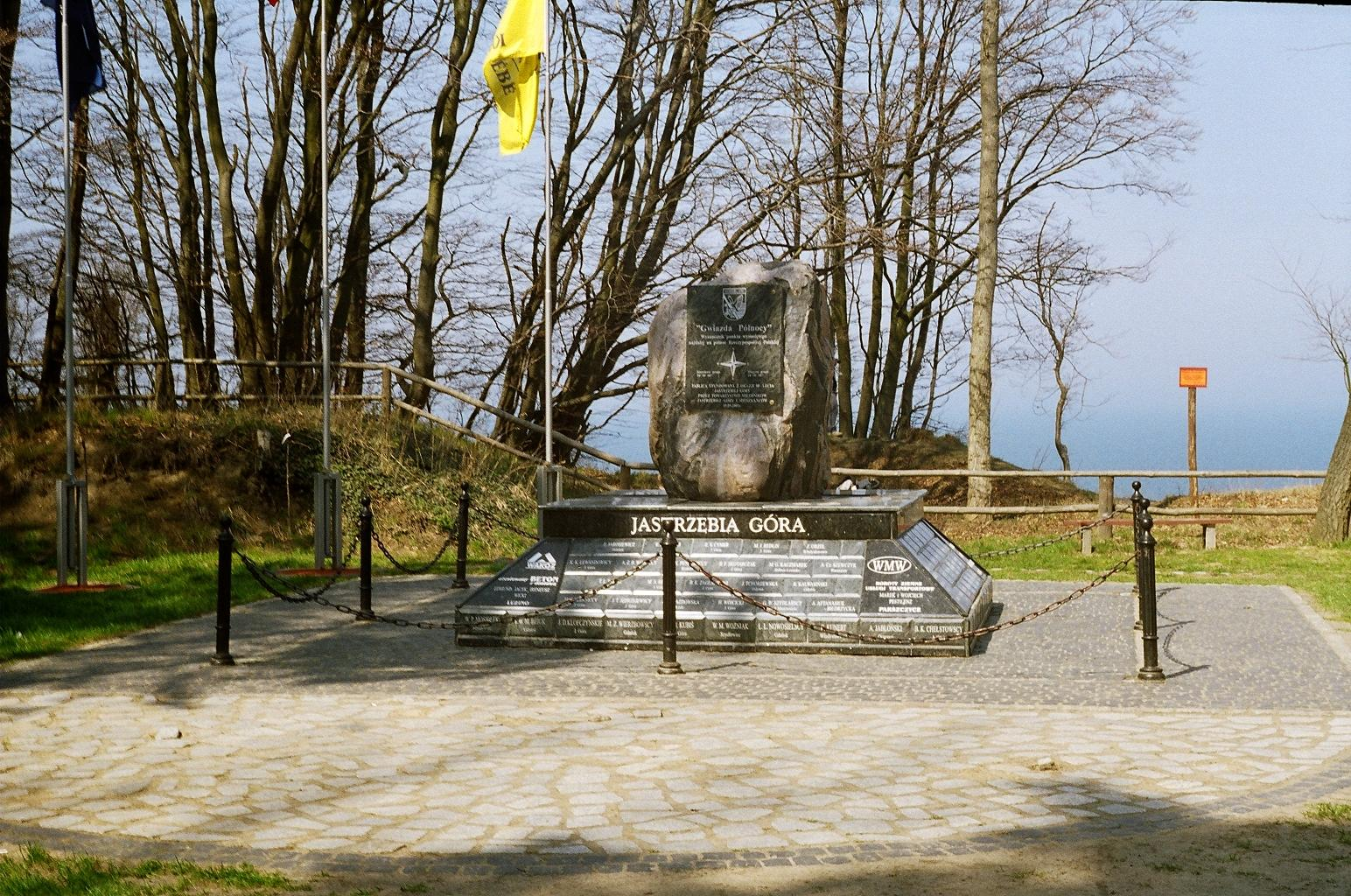